# 劉碧堅
劉碧堅（英語：Lau Pik Kin，1978年10月20日—），香港男子橋牌選手。

## 簡歷
2018年8月，劉碧堅代表中國香港參加2018年亞洲運動會橋牌比賽，與單偉彪、溫兆裘、黎偉傑、麥國輝和吳子翔合作贏得男子團體賽銀牌。